# Siła elektrodynamiczna
Siła elektrodynamiczna (magnetyczna) – siła, z jaką pole magnetyczne działa na przewód elektryczny, w którym płynie prąd elektryczny.
Na umieszczony w polu magnetycznym o indukcji magnetycznej {\displaystyle {\vec {B}}} prostoliniowy przewodnik o długości {\displaystyle {\vec {l}},} przez który płynie prąd o natężeniu {\displaystyle I,} działa siła {\displaystyle {\vec {F}},} którą wektorowo określa wzór:
{\displaystyle {\vec {F}}=I{\vec {l}}\times {\vec {B}},}
czyli jej wartość wynosi:
{\displaystyle F=IlB\sin \alpha ,}
gdzie:
{\displaystyle \alpha } – kąt między kierunkiem przepływu prądu a kierunkiem linii pola magnetycznego.
Kierunek siły jest prostopadły do linii pola magnetycznego i kierunku prądu. Zwrot siły określa reguła lewej dłoni.